# گل معطر با وقار شکوفا می‌شود
گل معطر با وقار شکوفا می‌شود (ژاپنی: 薫る花は凛と咲く هپبورن: Kaoru Hana wa Rin to Saku) (که با نام کائورو هانا به صورت مخفف در ایران نیز شناخته می‌شود) یک مجموعه مانگای ژاپنی است که توسط ساکا میکامی نوشته و تصویرگری شده است. انتشار این مانگا از اکتبر ۲۰۲۱ در وبگاه و اپلیکیشن مانگای «Magazine Pocket» متعلق به کودانشا آغاز شد. تاکنون، ۱۶ جلد تانکوبون از این سری تا ژانویه ۲۰۲۵ منتشر شده است. یک مجموعه تلویزیونی اقتباس انیمه‌ای به تهیه‌کنندگی استودیوی کلوورورکس قرار است در ژوئیه سال ۲۰۲۵ به نمایش درآید.

## داستان
دبیرستان عمومی چیدوری و آکادمی دخترانهٔ خصوصی کیکیو دو مدرسهٔ هم‌جوار هستند که شهرت کاملاً متضادی دارند. دبیرستان چیدوری به دلیل ثبت‌نام پسرهای بزهکار از طبقهٔ پایین جامعه بدنام است، درحالی‌که آکادمی کیکیو به‌عنوان یک مدرسهٔ برجسته برای دختران محترم و نجیب شناخته می‌شود. این دو مدرسه رقابتی دیرینه دارند و آکادمی کیکیو دبیرستان چیدوری را با تحقیر نگاه می‌کند. این خصومت باعث شده است تا دانش‌آموزان چیدوری از هرگونه ارتباط با مسائل مربوط به کیکیو دوری کنند.
اما روزی از روزها، رینتارو تسوموگی، دانش‌آموز دبیرستان چیدوری، در قنادی خانوادگی‌شان به مشتری‌ای به نام کائوروکو واگوری خدمت می‌کند و در این حین از نظر مثبت این دختر نسبت به رفتار مهربانانه‌اش شگفت‌زده می‌شود. بعداً او کائوروکو را از دست بزهکارانی که قصد آزارش را داشتند نجات می‌دهد. کائوروکو هم از او تشکر می‌کند و رینتارو با خودش فکر می‌کند که کی دوباره او را ملاقات خواهد کرد، تا این‌که متوجه می‌شود کائوروکو دانش‌آموز آکادمی کیکیو است. پس از این اتفاق، رینتارو و کائوروکو تصمیم می‌گیرند که بیشتر دربارهٔ یکدیگر بدانند و دوستی‌شان رشد می‌کند.

## شخصیت‌ها

### شخصیت‌های اصلی
رینتارو تسوموگی (紬 凛太郎, Tsumugi Rintarō)
- صداپیشه: یوما اوچیدا[۳] (پیش‌نمایش) و یوشینوری ناکایاما (انیمه)[۴]
- رینتارو تسوموگی یک دانش‌آموز بلندقد و خیرخواه از دبیرستان چیدوری است که دیگران به‌خاطر ظاهر ترسناکش اغلب او را به اشتباه قضاوت می‌کنند. به همین دلیل، اعتمادبه‌نفس کمی دارد و معتقد است دیگران او را به چشم یک بزهکار می‌بینند. رینتارو در قنادی خانوادگی‌شان کار می‌کند، جایی که برای اولین بار با کائوروکو ملاقات می‌کند. او از این‌که کائوروکو به‌جای قضاوت ظاهری و مدرسه‌ای که در آن مشغول به تحصیل است، مهربانی‌اش را می‌بیند، شگفت‌زده می‌شود. رفتار مستمر مهربانانه و توجه کائوروکو باعث می‌شود رینتارو به او علاقه‌مند شود.

کائوروکو واگوری (和栗 薫子, Waguri Kaoruko)
- صداپیشه: آزومی واکی[۳] (پیش‌نمایش) و هونوکا اینوئه (انیمه)[۴]
- کائوروکو واگوری یک دانش‌آموز مهربان و دلسوز از آکادمی کیکیو است که از یک خانوادهٔ معمولی می‌آید و با بورس تحصیلی در این آکادمی ثبت‌نام کرده است. او به دلیل نمرات عالی‌اش در میان هم‌کلاسی‌هایش از احترام بالایی برخوردار است. کائوروکو با رینتارو در قنادی خانوادگی‌شان ملاقات می‌کند و به جای توجه به ظاهر ترسناکی که دارد، یا مدرسه‌ای که به آن می‌رود، به طبیعت مهربانش پی می‌برد و در نهایت به او علاقه‌مند می‌شود. کائوروکو عاشق خوراکی‌خوردن است و اغلب از شیرینی‌های قنادی زیاد می‌خورد.

### دبیرستان عمومی چیدوری
شوهی اوسامی (宇佐美 翔平, Usami Shōhei)
- صداپیشه: کیکونوسکه تویا[۴]
- دوست و همکلاسی رینتارو که شخصیتی پرانرژی و برون‌گرا دارد. با وجود رفتارهای گاهی ساده‌لوحانه، بسیار ملاحظه‌کار است و تلاش می‌کند در میان دوستانش فضای مثبتی ایجاد کند. او هیچ دلخوری یا کینه‌ای نسبت به دانش‌آموزان آکادمی خصوصی کیکیو ندارد.

ساکو ناتسوساوا (夏沢 朔, Natsusawa Saku)
- صداپیشه: کوکی اوچیاما[۴]
- یکی دیگر از دوستان و همکلاسی‌های رینتارو که پسر باهوشی است و برای جلوگیری از مردود شدن رینتارو و شوهی در امتحانات، به آن‌ها درس می‌دهد و کمکشان می‌کند. او خجالتی و درون‌گرا است، اما دیدگاه‌های تندی نسبت به کسانی که دوستانش را مسخره می‌کنند دارد. با وجود این، نیت خوبی دارد و در ابراز افکارش دچار مشکل است. (هشدار لو رفتن بخشی از داستان مانگا در ادامه) او بالاخره احساساتش نسبت به سوبارو هوشینا را می‌پذیرد؛ هر چند هنوز نمی‌تواند احساساتش را به زبان بیاورد.

آیاتو یوریتا (依田 絢斗, Yorita Ayato)
- صداپیشه: هیرو ایشیباشی[۴]
- دوست و همکلاسی دیگر رینتارو که خوش‌طینت، دوستانه و بینا است، اگرچه گاهی دوستانش را دست می‌اندازد. اما زمانی که دوستانش مورد تمسخر یا آزار قرار می‌گیرند، در دفاع از آن‌ها کوتاهی نمی‌کند و مهارت زیادی در دفاع شخصی دارد. با این حال، او تلاش می‌کند تا حد ممکن از خشونت پرهیز کند.

### آکادمی دخترانهٔ خصوصی کیکیو
سوبارو هوشینا (保科 昴, Hoshina Subaru)
- صداپیشه: آیا یامانه[۴]
- دوست دوران کودکی و همکلاسی کائوروکو که به دلیل تجارب تلخی که با گروهی از پسرها در گذشته داشته، در برخورد با آن‌ها خجالتی است. او به کائوروکو احترام زیادی می‌گذارد، چرا که کائوروکو در یک موقعیت از او دفاع کرده است. در برخورد اول سوبارو با رینتارو و دوستانش، او روی خوشی نشان نمی‌دهد، اما پس از درک شخصیت واقعی‌شان، به تدریج با آن‌ها صمیمی می‌شود. (هشدار لو رفتن بخشی از داستان مانگا در ادامه) علاقهٔ او نسبت به ساکو ناتسوساوا محرز شده است. هر چند خودش هنوز متوجه احساساتش نشده است.

مادوکا یوزوهارا (柚原 円蚊, Yuzuhara Madoka)
- یکی دیگر از دوستان و همکلاسی‌های کائوروکو که برخلاف سایر هم‌مدرسه‌ای‌هایش، نسبت به دانش‌آموزان دبیرستان عمومی چیدوری هیچ‌گونه حس منفی ندارد. او نسبت به رقابت و اختلاف میان این دو مدرسه بی‌تفاوت است.

چیسا میناموتو (源 千紗, Minamoto Chisa)
- یکی دیگر از دوستان و همکلاسی‌های کائوروکو.

آیومی ساواتاری (沢渡 亜由美, Sawatari Ayumi)
- یکی دیگر از دوستان و همکلاسی‌های کائوروکو.

سوزوکا آساکورا (浅倉 錫蚊, Asakura Suzuka)
- یکی دیگر از دوستان و همکلاسی‌های کائوروکو.

### شخصیت‌های فرعی

#### خانوادهٔ تسوموگی
کیوکو تسوموگی (紬 杏子, Tsumugi Kyōko)
- مادر رینتارو که همراه با شوهرش قنادی را اداره می‌کند و عمیقاً به پسرش اهمیت می‌دهد.

کیچیرو تسوموگی (紬 圭一郎, Tsumugi Keīchirō)
- پدر رینتارو و قنادی مهربان. با وجود این‌که اغلب به دلیل کار سختش بی‌حال به نظر می‌رسد، اما او به رینتارو اهمیت زیادی می‌دهد.

سوتارو تسوموگی (紬 颯太郎, Tsumugi Sōtarō)
- برادر بزرگتر رینتارو که به‌عنوان یک آرایشگر کار می‌کند.

#### خانوادهٔ واگوری
فوکو واگوری (和栗 風子, Waguri Fuko)
- مادر کائوروکو.

یوسکه واگوری (和栗洋介, Waguri Yōsuke)
- پدر کائوروکو.

کوسکه واگوری (和栗康介, Waguri Kosuke)
- برادر کوچکتر کائوروکو.

#### شخصیت‌های دیگر
میو ناتسوساوا (夏沢 美緒, Natsusawa Mio)
- خواهر کوچکتر ساکو.

ساتسوکی ناباتا (菜畑 皐月, Nabata Satsuki)
- دختری دبیرستانی که در زمان راهنمایی همکلاسی رینتارو بوده است.

## رسانه

### مانگا
مانگای «گل معطر با وقار شکوفا می‌شود» که توسط ساکا میکامی نوشته و تصویرسازی شده است، از تاریخ ۲۰ اکتبر ۲۰۲۱ در وب‌سایت و اپلیکیشن «Magazine Pocket» انتشارات کودانشا شروع به انتشار کرد. تا ژانویه ۲۰۲۵، این مجموعه در پانزده جلد تانکوبون گردآوری شده است.
انتشارات کودانشا این مجموعه را به زبان انگلیسی در سرویس K Manga منتشر می‌کند. در رویداد انیمه اکسپو ۲۰۲۳، کودانشای ایلات متحدهٔ آمریکا اعلام کرد که انتشار نسخه چاپی این مانگا از سه‌ماههٔ دوم سال ۲۰۲۴ آغاز خواهد شد.

### انیمه
اقتباس مجموعهٔ تلویزیونی انیمه‌ای این اثر در جریان رویداد آنلاین انیپلکس در تاریخ ۱۶ سپتامبر ۲۰۲۴ اعلام شد. این انیمه توسط استودیو کلوورورکس تولید شده و قرار است در ژوئیه سال ۲۰۲۵ (تیر ماه ۱۴۰۴) پخش شود.

## بازخورد
این مانگا در سال ۲۰۲۲ برای مسابقهٔ نکست مانگا اواردز (Next Manga Awards) در بخش وب نامزد شد و در میان پنجاه نامزد دیگر، رتبه ششم را کسب کرد. این مجموعه همچنین برای جوایز مانگای Tsutaya نامزد و به رتبه دوم دست یافت. در سال ۲۰۲۳، این مانگا رتبه هفتم را در کمیک‌های پیشنهادی کارکنان کتابفروشی‌های سراسر کشور کسب کرد. این سری برای چهل و هفتمین جایزه مانگای کودانشا در بخش شونن در سال ۲۰۲۳ نامزد شد. همچنین، در سال ۲۰۲۴ نیز برای چهل و هشتمین دوره این جایزه در همان بخش نامزد شد.
تا سپتامبر ۲۰۲۴، بیش از ۳/۳ میلیون نسخه از این سری در گردش بوده است.